# カプセルエージェンシー
株式会社カプセルエージェンシー（英: CAPSULE AGENCY）は、東京都渋谷区に本社を置く芸能プロダクション。

## 概要
主にAV女優のマネジメントを手掛け、若手や新人の他、熟女モデルも多数在籍しているのが特徴。
Japan production guild（日本プロダクション協会）加盟プロダクション。
2014年にプロダクションとしてのYouTubeチャンネルを立ち上げ、同時期には会社全体としてのファンクラブサイト、通販サイトを始動させている。

## 在籍モデル
- 七沢みあ
- 渚あいり
- 風間ゆみ
- 白岩冬萌
- 満島アンナ
- 姉宮れいあ
- 愛田るか
- 小谷舞花
- 佐伯れんか
- 実浜みき
- 岡江凛
- 一場れいか
- 伊東沙蘭
- 稲森美優
- 伊吹ゆな
- 今藤霧子
- 岡西友美
- 折原ゆかり[5]
- 賀川かのこ
- 河西れおな
- 加山なつこ
- 黒川一花
- 小早川怜子
- 小向美奈子
- 香坂紗梨
- 沙羅樹
- 澤村レイコ
- 東雲むぎ
- 神ユキ
- 月島さくら[6]
- 野々花さわ
- 葉月シュリ
- 春谷美雨
- 牧本千幸
- 深月ちぐさ
- 結菜さき[7]
- 悠木あやね
- 吉田花

## 過去の在籍モデル
- 埴生みこ
- 今宮なな
- 唯川みさき
- 相澤ゆりな
- あすな小春
- 初芽里奈
- 加納綾子
- 水城りの
- 倉本雪音
- 八ッ橋さい子
- 綾瀬みなみ
- 大槻美登利
- 松岡みれい
- 夏木千絵
- 沢木えりか
- 藤井凛
- 八田愛梨（現 葵百合香）
- 河合向日葵
- 桜木エリナ
- 綾瀬みなみ
- 飯島くうが
- 南瀬奈（現在はマネージャーとして在籍）
- 水沢美心
- 桐島美奈子
- 小野さち子
- 愛沢のあ
- 椎名りりこ
- 大崎静子
- 藤宮そら
- 井川ちさと
- KAORI
- 月乃さくら
- 本田のえる
- 黒崎みか
- 円さゆき
- 大川月乃
- 藤咲紫
- 吉岡奈々子
- 好実ほの
- 青空ひより（現 青井莉奈）
- 姫野ことめ
- 今井寿子
- 片瀬仁美
- 朝宮涼子
- 菊川ケイト（現 市川京子）
- 白乃なつき
- 田原凛花